# Амплер, Уве
Уве Амплер (нем. Uwe Ampler; род. 11 октября 1964 в Цербсте, ГДР) — бывший немецкий шоссейный велогонщик. Олимпийский чемпион 1988 года в командной гонке. Чемпион мира 1986 года среди любителей. Победитель ряда любительских многодневных гонок. Отец Уве Клаус Амплер также был известным велогонщиком.

## Достижения
1983
Тур Туниса
генеральная классификация
этапы 1b, 2b и 10
1-й этап Тур Словакии
Тур ГДР
2-й в генеральной классификации
1-й этап
2-й Тур Тюрингии
1984
 Чемпионат ГДР
пролог, 2-й и 5-й этап Тур Западной Эно
1985
1-й  Тур Нижней Саксонии
1-й  Тур Тюрингии
1-й пролог & Этапы 1, 3, 4
1-й  Тур Западной Эно
1-й Этапы 3 & 4
Тур ГДР
горная классификация
пролог и 2-й этап
Велогонка Мира
3-й в генеральной классификации
4-й этап
1986
 Чемпионат мира — групповая гонка любители
 Чемпионат мира — командная гонка
Тур Тюрингии
генеральная классификация
1-й и 5-й этап
Тур ГДР
генеральная классификация
2-й, 4-й и 7-й этап
Тур Саксонии
генеральная классификация
4-й этап
пролог Велогонка Мира
Тур Воклюза
3-й в генеральной классификации
1-й этап
1987
 Чемпионат ГДР
Велогонка Мира
генеральная классификация
1-й Этапы 8-й, 9-й и 10-й этап
Тур Тюрингии
генеральная классификация
4-й этап
Тур ГДР
генеральная классификация
пролог, 7-й и 8-й этап
пролог и 7-й этап Тур Западной Эно
Тур Воклюза
2-й в генеральной классификации
пролог
1988
 Олимпийские игры - командная гонка
Велогонка Мира
генеральная классификация
пролог и 6-й этап
1-й и 4-й этап Тур Тюрингии
8-й этап 8 Гран-при Вильгельма Телля
9-й этап 6 Тур Луара и Шера
1989
Велогонка Мира
генеральная классификация
9-й и 11-й этап
Тур Саксонии
генеральная классификация
4-й и 6-й этап
Тур ГДР
генеральная классификация
пролог и 8-й этап
4-й этап Круг Сарты
1990
10-й этап Тур Швейцарии
14-й этап Неделя Каталонии
9-й Вуэльта Испании
1991
7-й этап Париж — Ницца
6-й Тур Романдии
8-й Эшборн — Франкфурт
1992
Гран-при Аргау
1993
5-й Тур Страны Басков
1998
Велогонка Мира
1999
2-й этап Тур Саксонии
5-й этап Джиро дель Капо
10-й Тур Лангкави

## Статистика выступлений

### Гранд-туры
| Гонка           | 1990 | 1991 | 1992 | 1993 |
| --------------- | ---- | ---- | ---- | ---- |
| Джиро д'Италия  | —    | —    | 11   | НФ   |
| Тур де Франс    | НФ   | 32   | НФ   | —    |
| Вуэльта Испании | 9    | —    | —    | —    |

| —  | Не участвовал  |
| НФ | Не финишировал |